# Claiborne Parish
Claiborne Parish is een parish in de Amerikaanse staat Louisiana.
De parish heeft een landoppervlakte van 1.955 km² en telt 16.851 inwoners (volkstelling 2000). De hoofdplaats is Homer.

## Bevolkingsontwikkeling

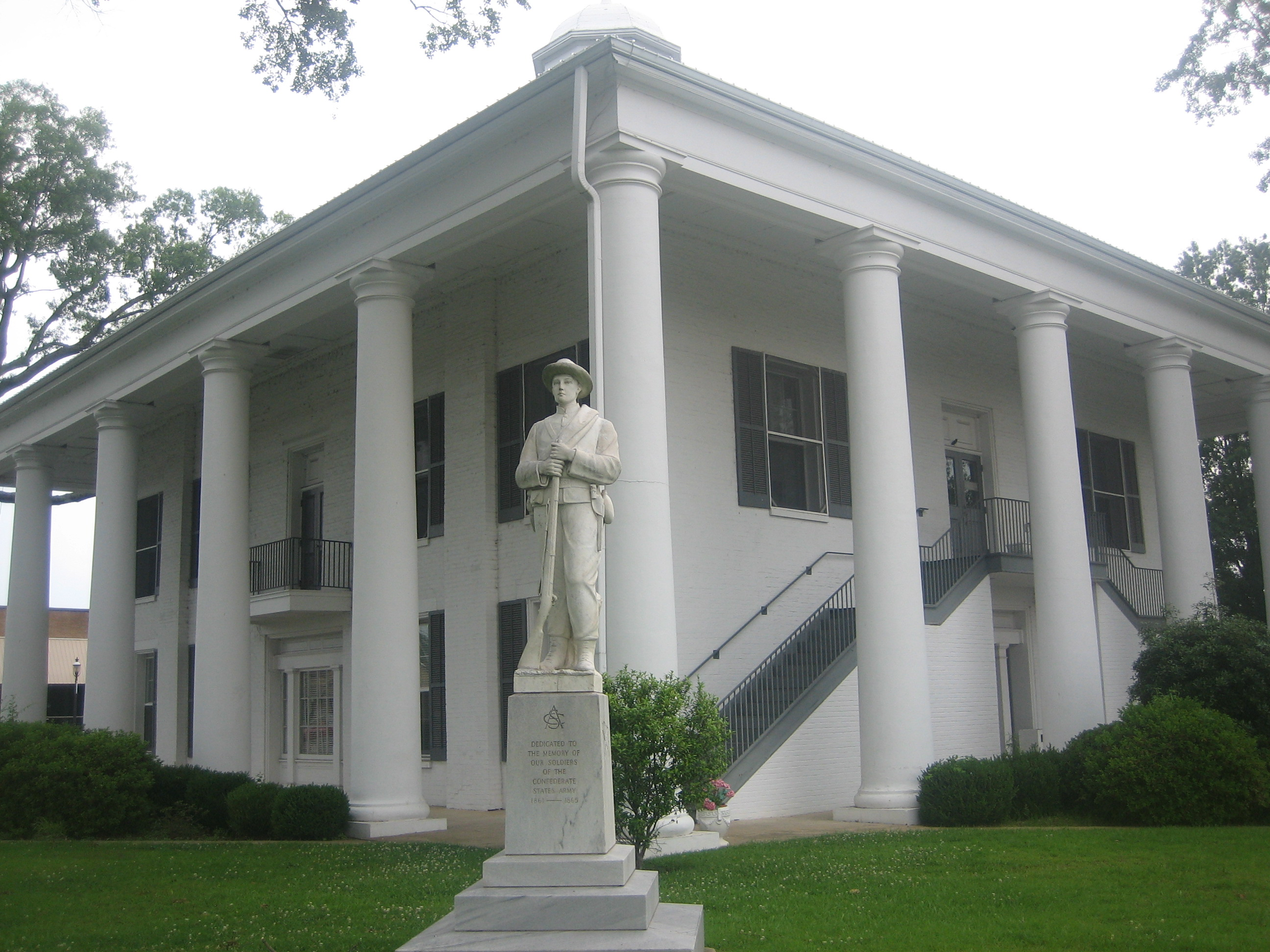
Claiborne Parish Courthouse